# Vụ Lê Nguyễn Quỳnh Anh
Vụ Lê Nguyễn Quỳnh Anh, hay vụ Quỳnh Anh Got Talent, là một vụ tranh cãi xảy ra năm 2012 giữa gia đình của thí sinh Lê Nguyễn Quỳnh Anh với ban tổ chức cuộc thi Tìm kiếm tài năng: Vietnam's Got Talent. Bắt đầu bằng việc ban giám khảo loại Quỳnh Anh ra khỏi cuộc thi ở tập 7 mùa 1 của chương trình với những nhận xét có tính bình phẩm và bị mẹ của cô là bà Nguyễn Thị Ngọ đứng ra phản đối, sự việc sau đó đã nhanh chóng trở thành một cuộc tranh cãi lớn trong dư luận với nhiều tầng lớp xã hội tham gia, liên quan đến cả thí sinh lẫn ban tổ chức giải. Về sau, vụ việc này vẫn được nhắc lại như là một sự kiện mang tính tiêu cực của ngành giải trí Việt Nam.

## Cá nhân, tổ chức liên quan

### Lê Nguyễn Quỳnh Anh và gia đình
Lê Nguyễn Quỳnh Anh (sinh năm 1996) là thí sinh tham dự Tìm kiếm tài năng: Vietnam's Got Talent. Cô đã trở nên nổi tiếng sau khi góp mặt tại vòng loại sân khấu ở tập 7 mùa 1 được phát sóng trên Đài Truyền hình Việt Nam.
Theo lời của mẹ cô, bà Nguyễn Thị Ngọ, Quỳnh Anh có năng khiếu âm nhạc từ khi còn nhỏ vì "được thừa hưởng từ truyền thống say mê âm nhạc của gia đình". Lên 3 tuổi, cô đã bắt đầu tham gia vào nhóm nhạc "họa mi APC" và "tỏa sáng". Sau đó, Quỳnh Anh cùng các bạn trình diễn tại nhiều chương trình ca nhạc ở sân khấu lớn và các đài truyền hình. Ngoài ra, cô còn từng gia nhập nhóm "Kitty" của Nhà hát Bến Thành và được tuyển vào Đội ca "Chim Vành Khuyên" Nhà thiếu nhi Thành phố Hồ Chí Minh. Quỳnh cho biết mình có thể hát bằng sáu thứ tiếng, có khả năng chơi đàn piano, nhảy Aerobic, múa và nhảy Dancesport. Hầu hết các bài hát của cô đều do cô tự soạn và phối bè.
Quỳnh Anh đã ba lần giành giải thưởng âm nhạc: Đầu tiên là giải nhất đơn ca tại cuộc thi Tiếng hát chim Sơn Ca ở Quận Bình Thạnh cấp thành phố lúc 5 tuổi; giải nhất đơn ca cuộc thi ca hát tại trường Tiểu học theo học bằng cả tiếng Nga và tiếng Việt lúc 6 tuổi; và giải nhất cuộc thi Thần tượng âm nhạc APC Idol tại trường Quốc tế châu Á Thái Bình Dương (APC), ngôi trường mà cô đang theo học. NSND Trần Hiếu, trưởng ban giám khảo cuộc thi APC Idol lúc đó, từng nhận xét cô là một người sở hữu giọng hát "có lực, có lửa, có hồn và có dáng người", cho rằng cô có "đầy đủ mọi tố chất để trở thành một ca sĩ chuyên nghiệp".

### Ban tổ chức chương trình
Những người có liên quan trực tiếp đến vụ việc thuộc ban tổ chức bao gồm ba giám khảo: NSƯT Thành Lộc, người mẫu Thúy Hạnh và nhạc sĩ Huy Tuấn. Ngoài ra, những cá nhân liên đới khác còn có hai MC lần lượt là Quyền Linh và Chi Bảo.

## Diễn biến
Trong tập 7 mùa 1 của chương trình, khi được nêu phát biểu trước khi thí sinh biểu diễn, bà Ngọ đã cho rằng cháu (Quỳnh Anh) thừa hưởng giọng hát từ "cụ, ông bà nội, ông bà ngoại"; "bố mẹ và các anh các chị đều hát"; "bố mẹ từng đoạt huy chương vàng toàn quốc"; "quá có năng khiếu"; "có tai nghe và thanh nhạc rất tốt". Anh trai của cô thì cho rằng "về năng khiếu ca hát thì em gái mình "đỉnh nhất, là đỉnh của đỉnh"". Tuy nhiên, ở phần thi của mình, khi đang trình diễn bài "Tình mẹ" thì nhạc sĩ Huy Tuấn đã bấm nút đỏ (tương đương với nút loại) và yêu cầu Quỳnh Anh dừng hát. Cô vẫn tiếp tục sau đó và hai giám khảo còn lại đều ấn nút dừng cũng như từ chối cô vào vòng trong, với nhận xét đồng thuận rằng phần trình diễn "chưa được hoàn hảo, chất giọng và kỹ thuật còn nhiều thiếu sót, lên các nốt cao vẫn còn rất nhiều hạn chế, hầu như không để lại ấn tượng gì". Khi thí sinh đi vào cánh gà thì mẹ của cô đã bất ngờ giành lấy micro Quỳnh Anh và ra sân khấu, phản đối quyết định của ban giám khảo bằng những câu nói như "có những bài hát, giọng ca không bằng cháu vẫn được vào vòng trong"; "cháu hát 6 thứ tiếng rất chuẩn"; "tại sao không cho cháu cơ hội?";... gây nên xôn xao lớn cho những người xem tại trường quay. Dù vậy, ban giám khảo vẫn không đồng ý và từ chối bình luận thêm.
Sau khi chương trình được phát sóng vào tối ngày 12 tháng 2 năm 2012, nhiều diễn đàn và mạng xã hội đã lên tiếng chỉ trích, cho rằng mẹ của Quỳnh Anh quá "nổ" và quá ảo tưởng về khả năng của con gái mình, đồng thời có hành vi không đứng đắn trước mặt nhiều người. Phần trình diễn của thí sinh sau đó được chia sẻ với tốc độ chóng mặt và nhận về nhiều lời bình luận tiêu cực.
Ngày 22 tháng 2, Quỳnh Anh đã gửi thư cầu cứu tới Quốc hội, tố cáo Ban tổ chức chương trình dựng chuyện làm cô bị "bạo hành" vì áp lực trước dư luận. Cô cũng chia sẻ rằng sự việc này khiến cho gia đình cô bị "khủng hoảng tinh thần" và cô phải "trải qua 240 giờ sống trong sợ hãi". Thông qua bức thư, Quỳnh Anh đã "khẩn thiết" xin bà Ngô Thị Minh, Phó chủ nhiệm Ủy ban Văn hóa giáo dục thanh thiếu niên nhi đồng của Quốc hội lúc bấy giờ, điều tra "những sự việc gian dối mang danh truyền hình thực tế" và "hãy cứu cháu cùng mẹ và gia đình cháu". Bức thư này đã được đăng lên trang chủ trường APC nơi cô đang học. Tuy nhiên, sau đó bà Minh trả lời rằng Quốc hội không có chức năng giải quyết riêng vụ việc cụ thể mà chỉ giám sát, phản biện các cơ quan.

## Phản ứng

### Gia đình thí sinh
Sau khi chương trình được phát sóng, bà Ngọ lên tiếng tố cáo rằng ban tổ chức đã dàn dựng, cắt gọt, lắp ghép một cách chi tiết, kỹ lưỡng về phần thi của con mình để tạo ra một bê bối lớn; cất công dàn dựng chuyên nghiệp khiến dư luận bị "mắc lừa". Cũng theo đó, bà đưa ra các bằng chứng tố cáo cho luận điểm trên, như việc ban tổ chức đã yêu cầu Quỳnh Anh đứng lên nói "Tôi có tài năng, tôi có tài năng" để ghi hình, khi được thắc mắc tại sao thì trả lời: "Chương trình này là phải thế. Đến cuộc thi này phải tự tin rằng tôi có tài năng". Tiếp sau, ban tổ chức lại yêu cầu gia đình giới thiệu tài năng, thành tích của cháu và tài năng ca hát của gia đình. Bà cho rằng những gì gia đình bà phát biểu đã bị sử dụng, đưa lên cắt, xén, lắp ghép nhằm xây dựng hình ảnh một gia đình khoe khoang thái quá về con mình để hướng dư luận làm tổn thương con bà. Bà Ngọ cũng cáo buộc Quyền Linh, một trong hai MC có mặt lúc đó, đã cố tình đẩy bà ra sân khấu để phản đối quyết định của ban giám khảo.
Về mặt kỹ thuật sân khấu, mẹ Quỳnh Anh cho rằng âm thanh trong bài bị chỉnh đi một cách có chủ đích, khiến cho giọng của Quỳnh Anh tệ hơn nhiều so với thực tế. Gia đình Quỳnh Anh đã nhờ một nhạc sĩ phân tích kỹ thuật phần trình diễn của Quỳnh Anh và đưa ra nhận xét: "Bài Quỳnh Anh hát phần âm thanh đã bị chỉnh sửa và lược bỏ hết reverb nên nghe rất thô kệnh, phô, phần nhạc cũng bị nhỏ đi là đương nhiên (ngay sau 2 câu đầu cháu cất giọng lên và được khán giả vỗ tay tán thưởng thì reverb đã bị lược bỏ hết trong video clip được phát sóng vừa rồi). Ngược lại, bài của anh (thí sinh) Phúc phát sóng sau đó lại được đẩy reverb làm tôn giọng hát lên, chính vì vậy mà phần trình bày của anh Phúc nghe mượt mà".
Bố của Quỳnh Anh cũng bức xúc gửi một bức thư cho truyền thông lên tiếng về vụ việc của con gái. Trong thư, ông cho rằng nhà sản xuất và ban tổ chức chương trình đã hướng dư luận "khủng bố tinh thần" về phía thí sinh và gia đình. Ông còn bày tỏ sự thất vọng khi gia đình ông liên tiếp nhận được hai câu chuyện mang tính châm biếm Quỳnh Anh trên báo đài. Ông đã buộc tội ban tổ chức chương trình Vietnam’s Got Talent khi cố tình "xây dựng nên hình ảnh con gái tôi bất tài và gia đình tôi vô cùng lố bịch [...] nhằm kích động khán giả và dư luận ném đá vào vợ và con tôi".
Ngoài ra, những thông tin được cho là "hoàn toàn bịa đặt và đầy ác ý" về gia đình Quỳnh Anh đã lan truyền khắp mạng xã hội; nhiều người giả danh bà Ngọ và Quỳnh Anh để tạo ra các nickname phát ngôn "bừa bãi", "gây kích động" nhằm đẩy bê bối lên cao nữa, khiến gia đình cùng các thầy cô ở trường APC đều cảm thấy "bị xúc phạm và bị ảnh hưởng". Cũng sau đó, trên trang chủ trường APC đã kết luận: "Ban tổ chức chương trình cố tình "hạ nhục" Quỳnh Anh bằng cách bóp méo chất lượng bài thi của em". Sau khi công bố kết luận trên, trang web trường đã bị tấn công trong khoảng 2, 3 ngày.

### Ban tổ chức
Khi bị cáo buộc bởi bà Ngọ là người đẩy bà ra sân khấu, Quyền Linh đã phủ nhận điều này. Giám khảo Thuý Hạnh cũng cho biết "Không ai dàn dựng lời nói của mẹ Quỳnh Anh". Về ý kiến cho rằng chương trình chưa tính đến yếu tố thí sinh Quỳnh Anh có thể bị tổn thương về tâm lý khi những lời nói của cô và gia đình được biên tập và phát sóng công khai trên truyền hình cả nước, Thúy Hạnh đã nói rằng "Vietnam's Got Talent là một chương trình thực tế nên phải đảm bảo đưa được các yếu tố thực tế lên màn ảnh và qua đó phản ánh các vấn đề xã hội".
Lãnh đạo của nhà đài (VTV), ông Nguyễn Thành Lương thì cho rằng: "Vietnam's Got Talent chỉ là một cuộc chơi, đã là cuộc chơi thì có người thắng, người thua. Tôi thấy, nhiều người khi "Ở nhà nhất mẹ nhì con" nhưng khi ra ngoài thì chỉ ở mức bình thường thôi. Không nên quá nặng nề. Có thể lúc này ta thắng nhưng lúc sau ta lại thua. Cái chính là mình phải biết động viên và biết chấp nhận".

## Tranh cãi
Khi vụ việc dần lắng xuống, một tiểu phẩm trong chương trình Thư giãn cuối tuần phát sóng trên kênh VTV3 ngày 25 tháng 2 đã gây ra tranh cãi vì có nội dung giống với vụ việc của Quỳnh Anh, khi có tình tiết nhân vật bé Quỳnh Sao được mẹ và anh trai đưa đi dự thi một cuộc thi âm nhạc. Giáo sư Văn Như Cương đã bày tỏ rằng ông rất ngạc nhiên lẫn thất vọng vì mọi chuyện lại một lần nữa bị khơi lên, làm tổn thương cô bé (Quỳnh Anh). Nhiều người xem cũng cho rằng việc làm một tiểu phẩm hài như vậy là một sự "vô văn hóa", có tính nhạo báng gia đình, hạ nhục cá nhân.

## Đánh giá
Trong một bài báo đăng trên báo Giáo dục Việt Nam, nhà tâm lý học Trịnh Hoà Bình cho rằng Quỳnh Anh đã bị mẹ đẩy lên đỉnh ảo tưởng. Ông cũng nhận xét cách giành micro của người mẹ có phần thiếu văn hóa, tự thổi phồng khả năng thẩm định nghệ thuật của mình. Ông Lê Vân Anh, Phó viện trưởng Viện Khoa học giáo dục Việt Nam cùng quan điểm: "Cách làm của mẹ Quỳnh Anh là phản giáo dục. Câu chuyện của bé Quỳnh Anh cái sai là ở chính người mẹ [...] Về phía Quỳnh Anh, tôi cảm thấy như em chưa bao giờ bị chê, khiển trách, chưa bao giờ bị thất bại nên mới cảm thấy nặng nề khi không được Ban giám khảo đánh giá cao [...] Vì thí sinh còn là trẻ vị thành niên nên đối tượng chưa hoàn thiện về nhân cách, làm như vậy sẽ vô tình khiến các em bị tổn thương". Nhà giáo Phạm Toàn cũng ý kiến rằng "tội nghiệp cho em Quỳnh Anh, vì mẹ em đã sai [...] còn VTV3 thì "thương mại nhân danh tài năng"".
Vào giữa tháng 5 năm 2012, tác giả Hồ Vạn Thái trong một bài viết trên trang web 24h đã nhận xét vụ việc là một cách "tạo dư luận" của Vietnam's Got Talent theo hướng "bi kịch hóa và lố bịch hóa" thí sinh để tạo scandal gây chú ý dư luận – điều thường thấy ở các chương trình Got Talent trên toàn thế giới. Tác giả lập luận: "Cái lợi mà phía nhà sản xuất Vietnam’s Got Talent thì ai cũng thấy rõ: ngay từ tập đầu phát sóng, chương trình đã bị chê nhạt. Thế nhưng sau khi nổ ra cuộc chiến với gia đình thí sinh Quỳnh Anh, Vietnam’s Got Talent đã được "cứu sống" khi trở thành chương trình được quan tâm hàng đầu trên sóng truyền hình".